# 2-я Миусская улица
Втора́я Миу́сская у́лица — улица в центре Москвы в Тверском районе между улицей Александра Невского и 1-й Миусской улицей.

## Происхождение названия
Улица получила своё название в 1890-х годах по расположению на месте бывшего Миусского поля.

## Описание
2-я Миусская улица проходит от улицы Александра Невского на северо-восток параллельно северо-западной границе Миусской площади, пересекая Миусский переулок, до 1-й Миусской улицы. Нумерация домов начинается от улицы Александра Невского.

## Примечательные здания
По нечётной стороне:
- д. 1/10 — бывший городской родильный дом № 6 имени А. А. Абрикосовой (1903—1906) (в 1918—1994 — им. Н. К. Крупской) , архитектор И. А. Иванов-Шиц[1]), построенный на средства, завещанные в 1901 году Агриппиной Александровной Абрикосовой, в девичестве Мусатовой, родившей своему супругу «шоколадному королю» России Алексею Ивановичу Абрикосову 22 ребенка, и освященный 25 мая 1906 года  Архивная копия от 13 января 2012 на Wayback Machine;
- д. 7, стр. 1 — диспетчерская служба ГУП «Мосгортранс» и электротяговая подстанция № 2 (бывшая Миусская трамвайная электроподстанция, 1904 год)
- д. 9 — детский сад «Тип-Топ».
- квартал между Миусским переулком и 1-й Миусской улицей занимает комплекс зданий бывшего (ликвидирован в 2014) 4-го троллейбусного парка имени Петра  Щепетильникова (до 1957 — Миусского трамвайного депо им. Петра Щепетильникова). В комплекс входят кроме вспомогательных зданий два вагонных сарая на 40 и 220 вагонов соответственно (1909 год). Проект покрытия основного вагонного сарая размером 29 на 70 м выполнял Владимир Григорьевич Шухов.

По чётной стороне:
- квартал от ул. Александра Невского до Миусского переулка — комплекс зданий Министерства экономического развития Российской Федерации: Федеральная служба страхового надзора, Федеральная служба по регулированию алкогольного рынка. До 1991 года здесь размещалось Министерство общего машиностроения СССР.
- на участке от Миусского переулка до 1-й Миусской улицы — боковой фасад Городского начального училища имени императора Николая II (1910—1913, архитектор А. И. Рооп), ныне — Общественная палата Российской Федерации, далее — ограда комплекса зданий РХТУ им. Д.И.Менделеева;